# Zdzisław Beksiński

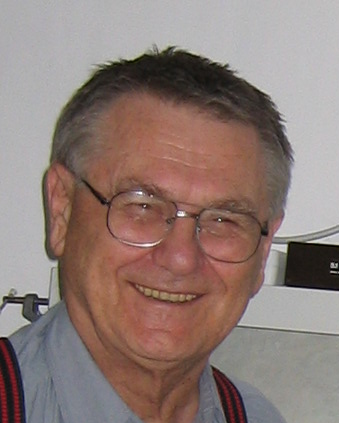
Zdzisław Beksiński (2003)

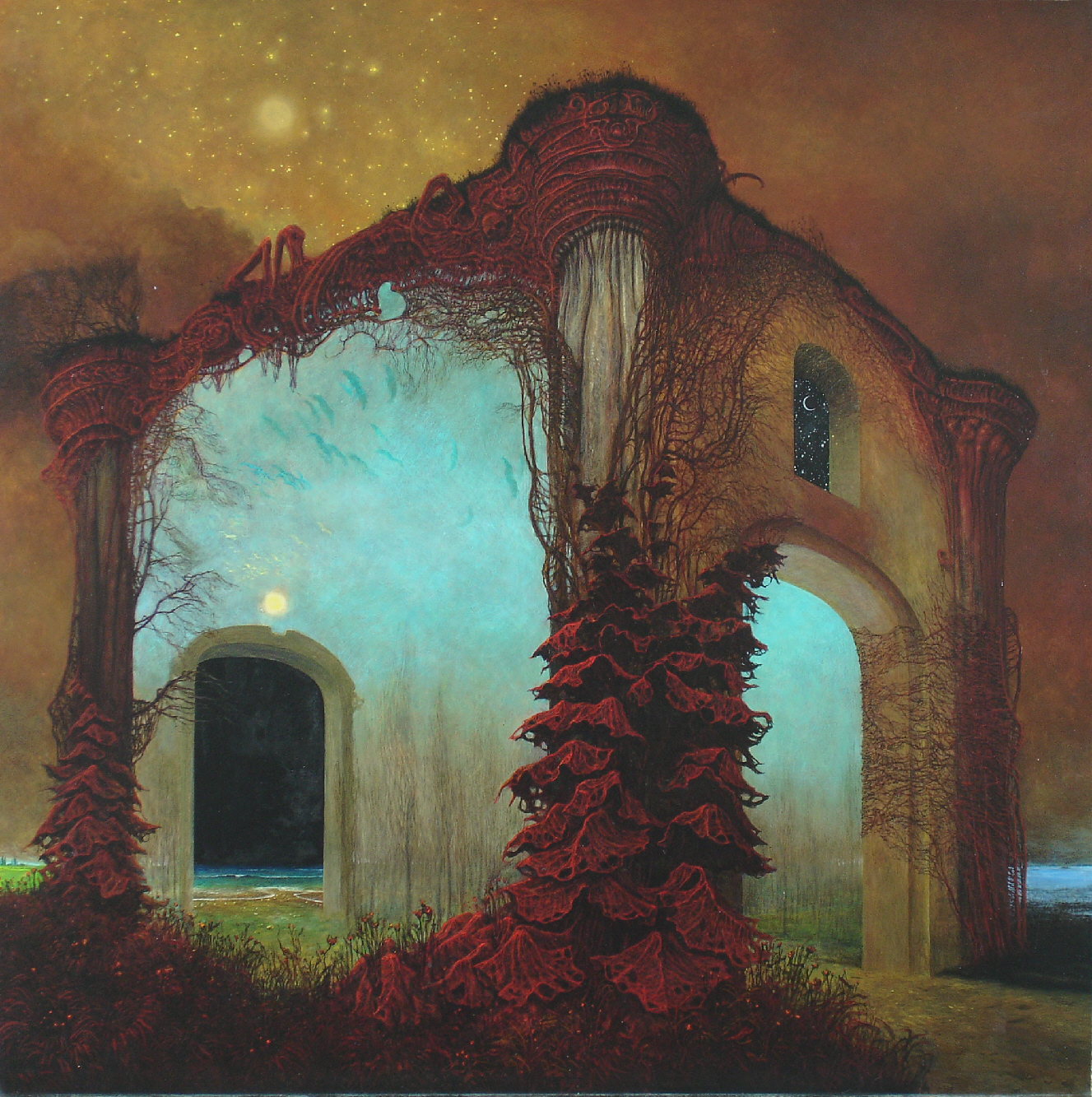
Schilderij "AA78" van Beksiński (1978)

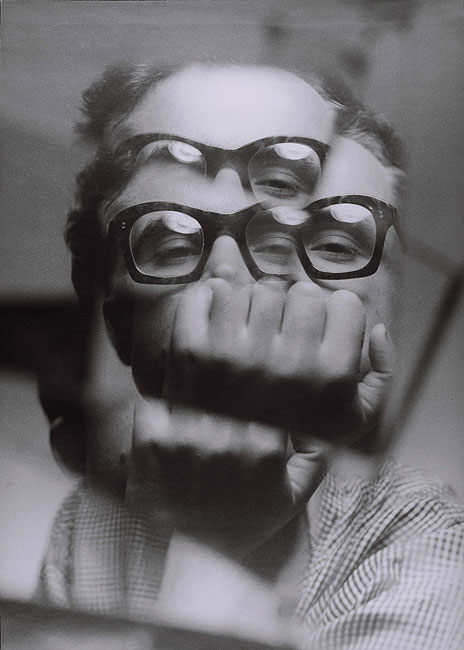
Zelfportret (1956–1957)

Zdzisław Beksiński (Sanok, 24 februari 1929 – Warschau, 22 februari 2005) was een Poolse kunstschilder, beeldhouwer en fotograaf.
Hij stond bekend om zijn fantastisch surrealistische schilderijen, vervuld van dood, verderf, skeletten, woestijnen en misvormde figuren; scenario's die zich afspelen in post-apocalyptische omgevingen. Ook stond hij bekend om de gedetailleerde fijnheid en precisie waarmee hij schilderde.
Alhoewel zijn werk erg duister is, stond hij bekend als een aangenaam, verlegen, optimistisch persoon met een goed gevoel voor humor.
Beksiński werd op 22 februari 2005 dood aangetroffen in zijn flat in Warschau, met zeventien steekwonden in zijn lichaam, waarvan twee fataal waren. De tienerzoon van Beksiński's verzorgster gaf de moord toe. Op 9 november 2006 werd de moordenaar veroordeeld tot 25 jaar gevangenisstraf, en zijn handlanger tot vijf jaar straf. Het was bekend dat Beksiński kort voor zijn dood weigerde om geld, ter waarde van ongeveer €80, te lenen aan de jongen.
- Bibsys: 1535375968900
- Bibliothèque nationale de France: cb11994854t (data)
- CiNii: DA17166019
- Gemeinsame Normdatei: 118944290
- International Standard Name Identifier: 0000 0000 7140 9672
- Library of Congress Control Number: n88212893
- MusicBrainz: 60b62940-1e2e-48f3-8a37-eb6a4fecd349
- Bibliotheek van het Japanse parlement: 00670090
- Nationale Bibliotheek van Tsjechië: js2011658913
- Nationale bibliotheek van Australië: 54681123
- Nationale Bibliotheek van Israël: 987007398520205171
- Nationale Bibliotheek van Polen: a0000001178215
- Nationale en Universitaire bibliotheek Zagreb: 000036897
- PIC: 268140
- Réseau des bibliothèques de Suisse occidentale: 02-A002985997
- RKD-Nederlands Instituut voor Kunstgeschiedenis: 217547
- SNAC: w6fb6tn1
- Système universitaire de documentation: 082622787
- Trove: 1561433
- Union List of Artist Names: 500569101
- Virtual International Authority File: 49234439
- WorldCat: E39PBJqKd7BP3wjcvqqy4HtVG3